# Kartause Mauerbach

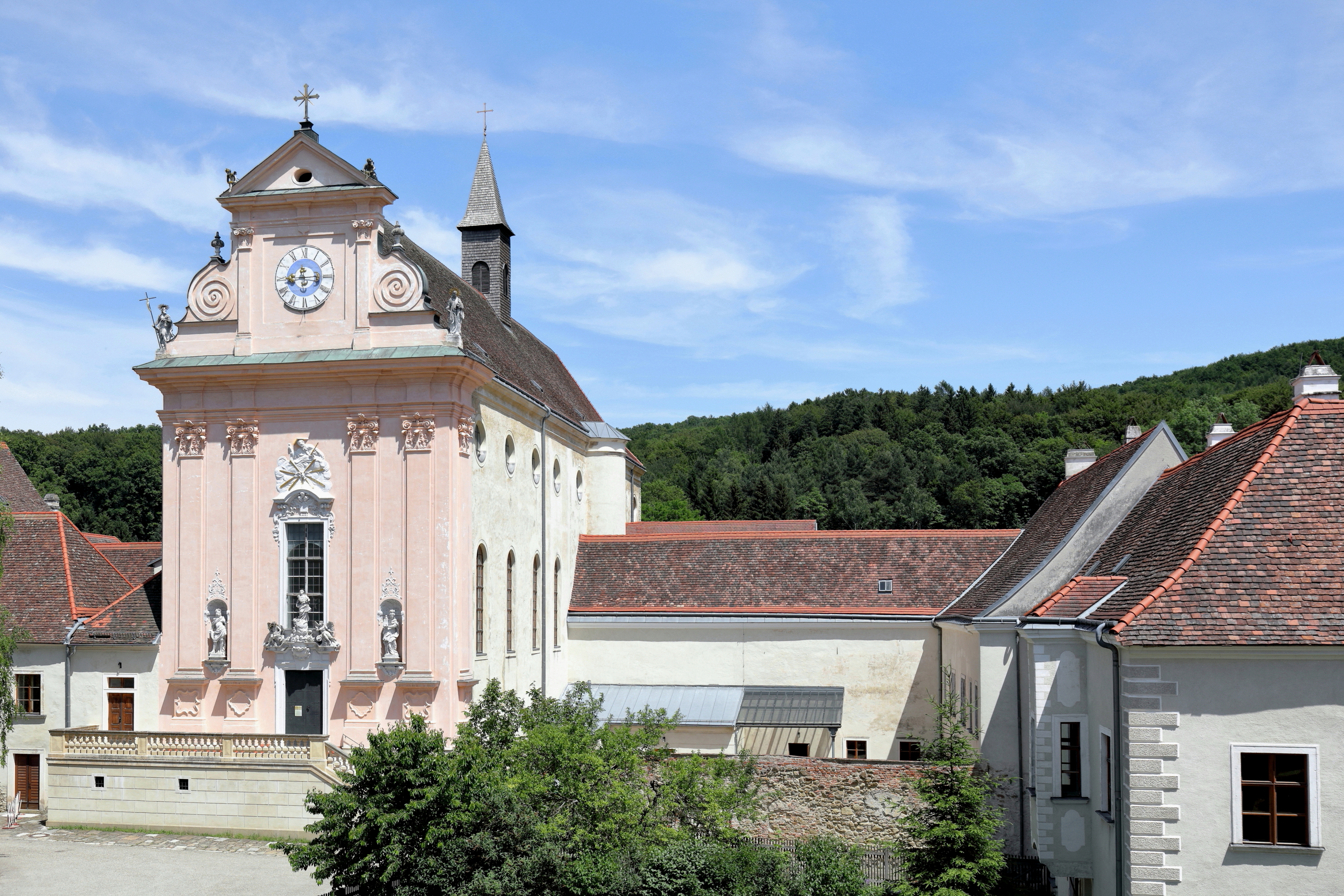
Ansicht der Klosterkirche und rechts der Prälatenhof

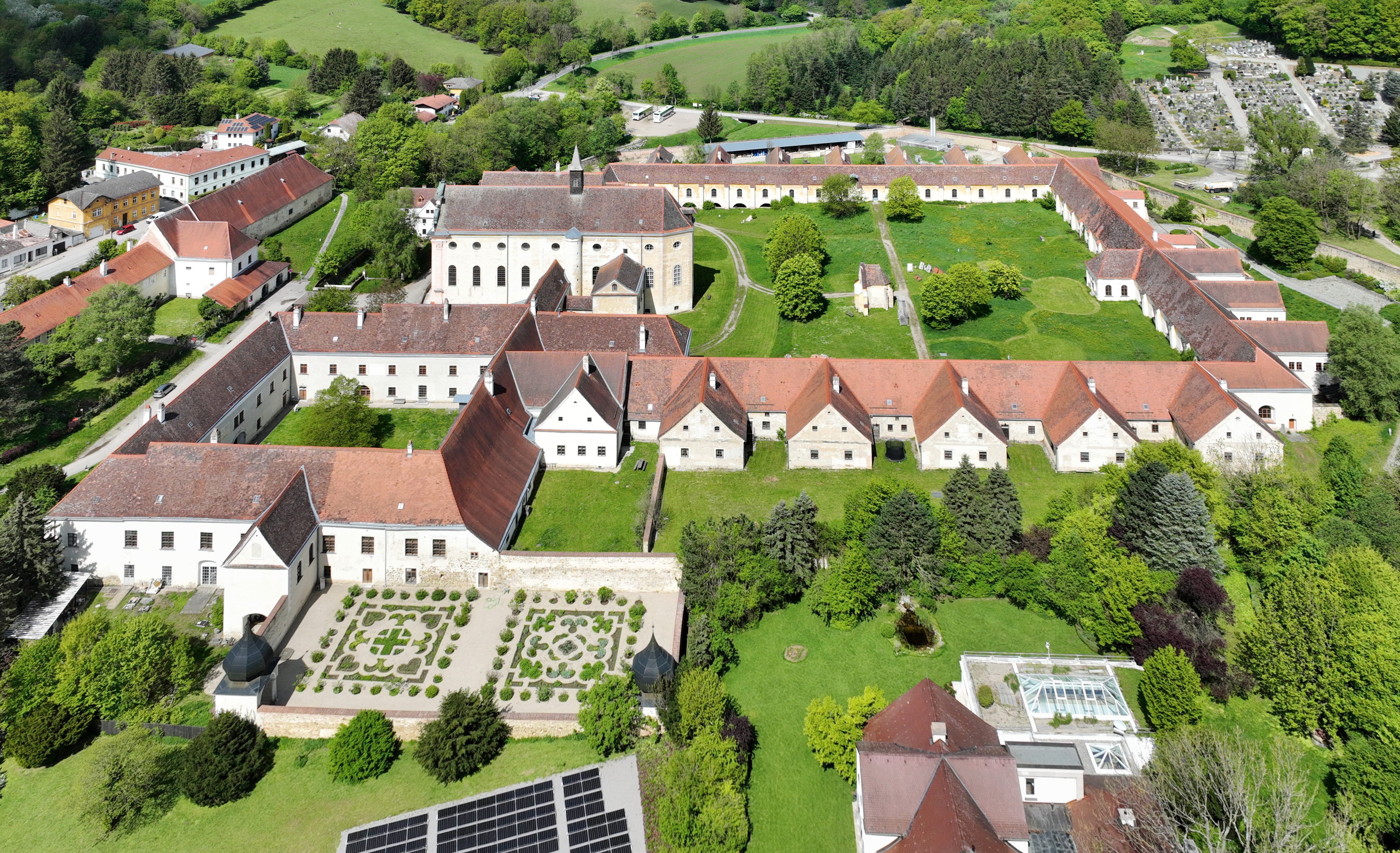
Südostansicht der Kartause Mauerbach

Die Kartause Mauerbach ist ein ehemaliges Kloster der Kartäuser und liegt in der Marktgemeinde Mauerbach in der Nähe von Wien in Niederösterreich. Die barocke Kartause zählt zu den bedeutendsten ihrer Art in Österreich. Ihr Kreuzgang ist einer der längsten Europas.
Die Kartause Mauerbach gehört heute der Republik Österreich und wird vom Bundesdenkmalamt als Informations- und Weiterbildungszentrum genutzt. Die Kartause und die in ihr veranstalteten Ausstellungen können an Wochenenden im Sommer besichtigt werden.

## Geschichte

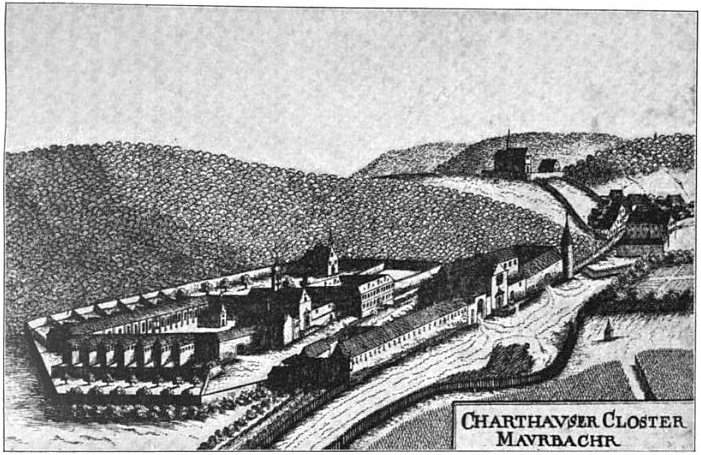
Kartause Mauerbach, aus Georg Matthäus Vischers Topographia Archiducatus Austriae inferioris 1672

Die Kartause Mauerbach wurde im Jahr 1314 durch Friedrich den Schönen gestiftet. 1342 wurde höchstwahrscheinlich die Kartause Prag mit Mönchen aus Mauerbach besiedelt. Im Spätmittelalter erlitt das Kloster wiederholte Plünderungen, etwa in der Zeit 1483 bis 1486 und dann 1529 beim Türkeneinfall eine regelrechte Verwüstung mit sieben Toten. Um 1550 lebten nur vier Mönche im Kloster. Unter Prior Georg Fasel (1616–1631), den Kardinal Melchior Khlesl aus der Kartause Prüll bei Regensburg berufen hatte, begann eine Erneuerungsphase für das Kloster. Die intensive Bautätigkeit brachte unter anderem den Kaisertrakt. Im 18. Jahrhundert war das Kloster in disziplinärer und finanzieller Hinsicht gesund.
1782 wurde das Kloster von Kaiser Joseph II. im Zuge der Josephinischen Reformen aufgehoben und die Kartause ab 1784 als Versorgungshaus der Gemeinde Wien für bis zu 700 alte und unheilbar Kranke verwendet. Von 1944 bis 1945 diente der Ort als Zivilistenhospital. Danach war die Kartause schutzlos der Erosion ausgesetzt und Herberge für Obdachlose. 1962 wurde die Republik Österreich Eigentümer der Kartause, die von 1968 bis 1971 eine Restaurierung durchführte. Ab 1984 begann die behutsame Sanierung durch das Bundesdenkmalamt, die dort seither auch ihre Restaurierwerkstätten Baudenkmalpflege (ursprünglich Abteilung für historische Handwerkstechnik) unterhält.
Von 1966 bis 1994 war die Kartause Depot von Restitutionsgütern, die in der NS-Zeit jüdischen Personen entwendet wurden und vom Staat Österreich als „herrenloses“ Kunstgut eingestuft wurden.

## Beschreibung

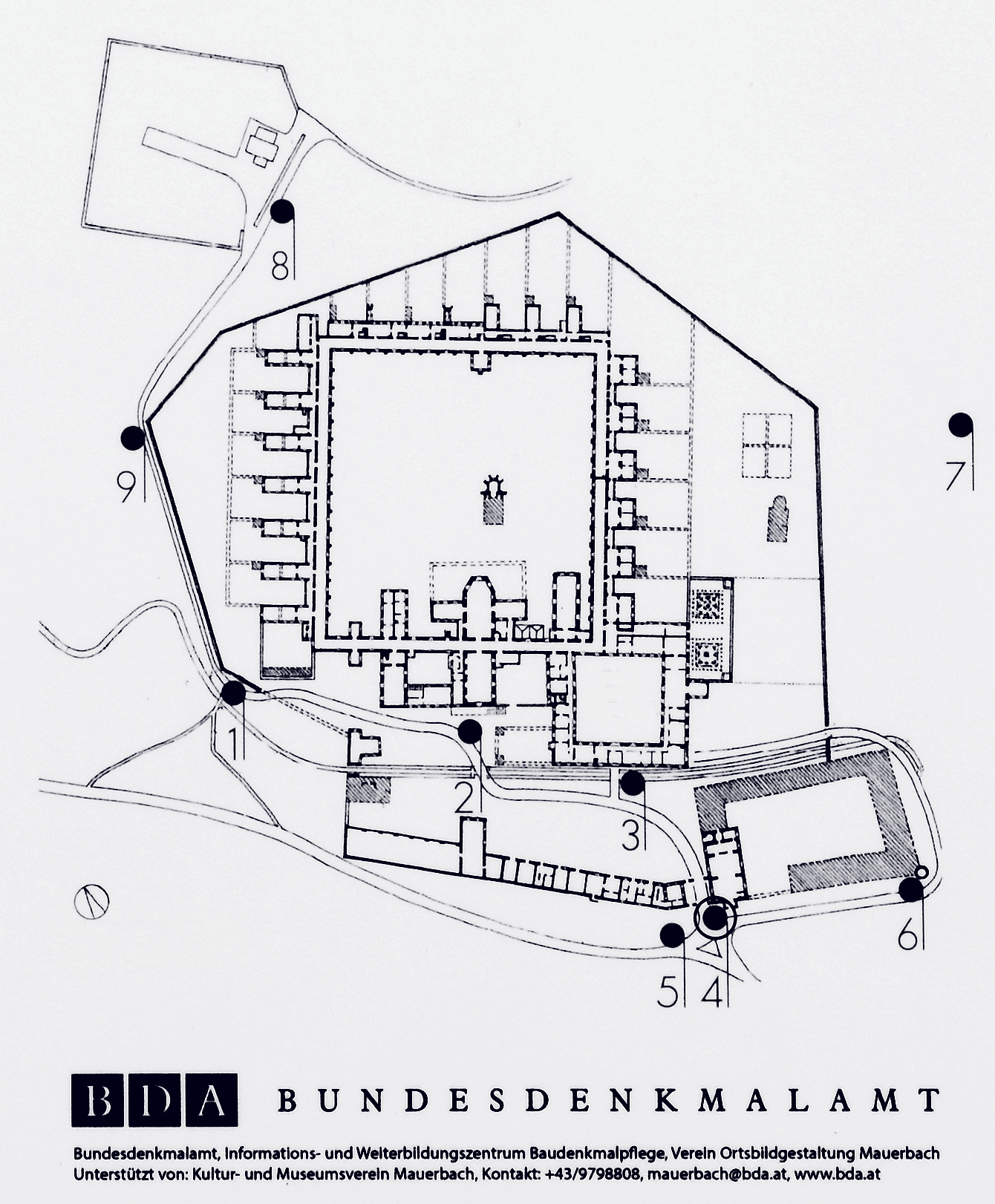
Übersichtsplan der ehemaligen Kartause. Die schraffierten Flächen sind abgegangene Gebäude(-teile).

Das eigentliche Klostergebäude besteht aus einem quadratischen und fast 500 m langen Kreuzgang an dem nord-, ost- und südostseitig die Zellenhäuser der Kartäuser angebaut waren. Der Südflügel des Kreuzganges verbindet die Klosterkirche, das Refektorium, die Bibliothek und den Prälatenhof. Dem eigentlichen Klostergebäude südwestlich vorgelagert und durch den Mauerbach getrennt ist eine Reihe von einander angebauten Gebäuden und zwar (von Nord nach Süd) das Speichergebäude, die ehemaligen Werkstätten, die Prima Porta (Klostertor), die Pfortenkirche bzw. Marienkapelle (heutige Pfarrkirche von Mauerbach) und der ehemalige Meierhof mit dem Wildschützenturm an der Südostecke. Der Meierhof ist weitgehend durch Neubauten ersetzt. Nordwestseitig zwischen dem Speichergebäude und dem eigentlichen Klostergebäude befand sich noch die ehemalige Mühle sowie das Backhaus und im Norden, außerhalb der Klostermauern, befindet sich der Friedhof.

### Klosterkirche
Eine Besonderheit der barocken Klosterkirche ist der Kreuzganglettner, dabei quert der große Kreuzgang mittig das Kirchenschiff und trennt somit die Kirche in einen Betchor für Mönche sowie Laienbrüder. Dies ist eine architektonische Sonderform, die sich ausschließlich bei den Kartäusern findet. Die Kirche ist eine typisch kartäusische hohe schlanke Saalkirche mit steilem Walmdach über hohem Unterbau (sogenannte Unterkirche). Im Norden ist flügelartig abstehend die Sakristei (westlich) und der ehemalige Kapitelsaal (östlich) angebaut. Errichtet wurde sie ab etwa 1616 und geweiht 1638. Nach Zerstörung bei der 2. Türkenbelagerung 1683 erfolgte eine Neuausstattung im hochbarocken Stil mit Grisaillenmalerei und plastisch ausladendem Stuck von Hieronymus Alfieri. Etwa zeitgleich wurde das Hochaltarbild von dem venezianischen Maler Andrea Celesti gemalt, das die Himmelfahrt Marias über einer Allerheiligendarstellung zeigt.
Zur Zeit als Versorgungshaus der Gemeinde Wien wurde die Laienbruderbereich durch eine Wand vom Mönchschor getrennt und durch das Einziehen zweier Zwischendecken zu einem mehrstöckigen Spitalstrakt verändert. Bei der Generalsanierung von 1997 bis 1999 erfolgte der Rückbau der Kirche in die ursprüngliche Form (Rekonstruktion der Ausstattung der Laienkirche, Restaurierung der Mönchskirche, Abbruch des funktionslosen Stiegenhauses an der Außenfassade u. a. m.). Die Mönchskirche wird für Veranstaltungen, Konzerte und Hochzeiten genutzt und die Laienkirche ist heute Schau- und Ausstellungsraum.

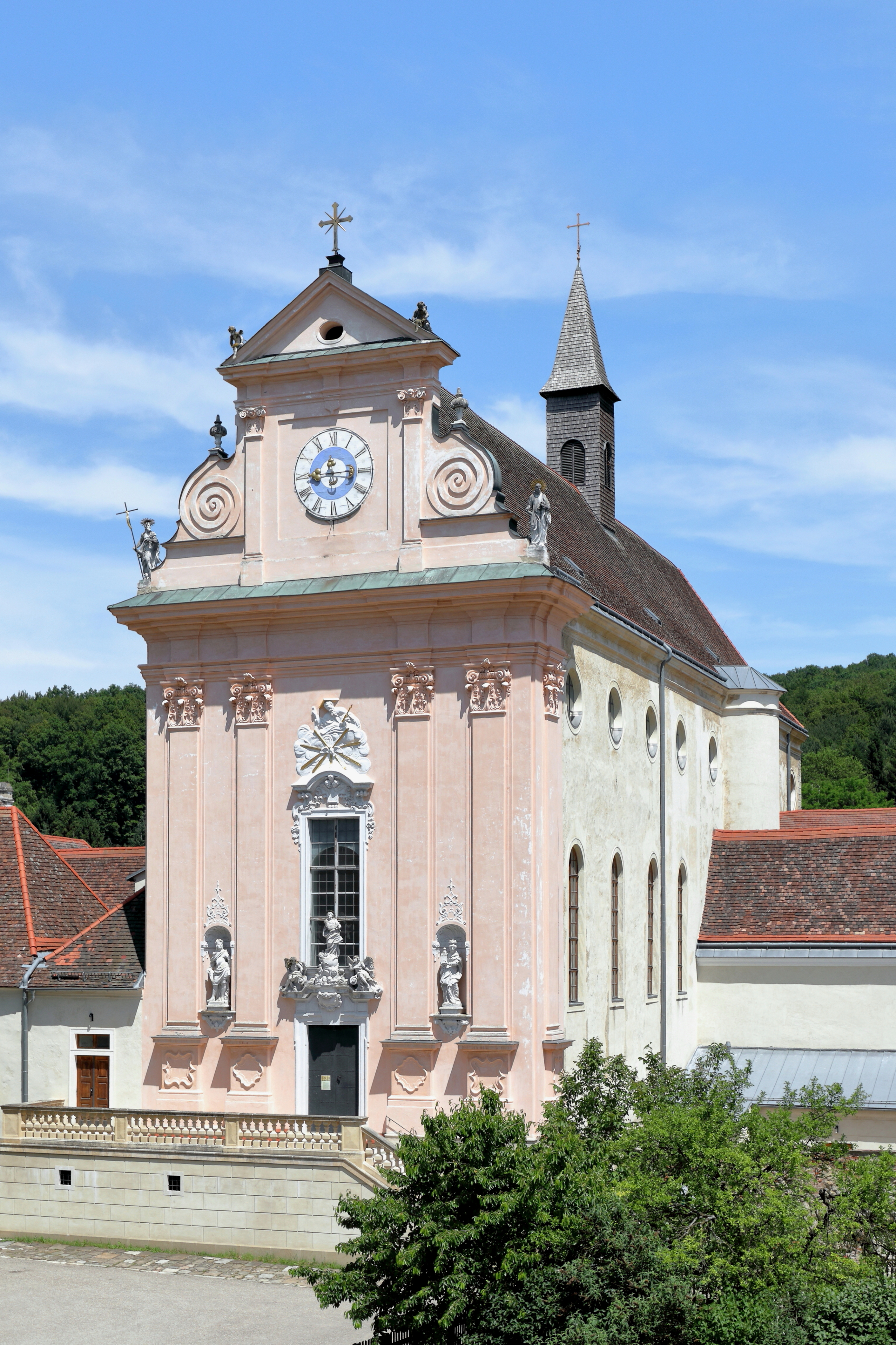
Hauptfassade der ehemaligen Klosterkirche
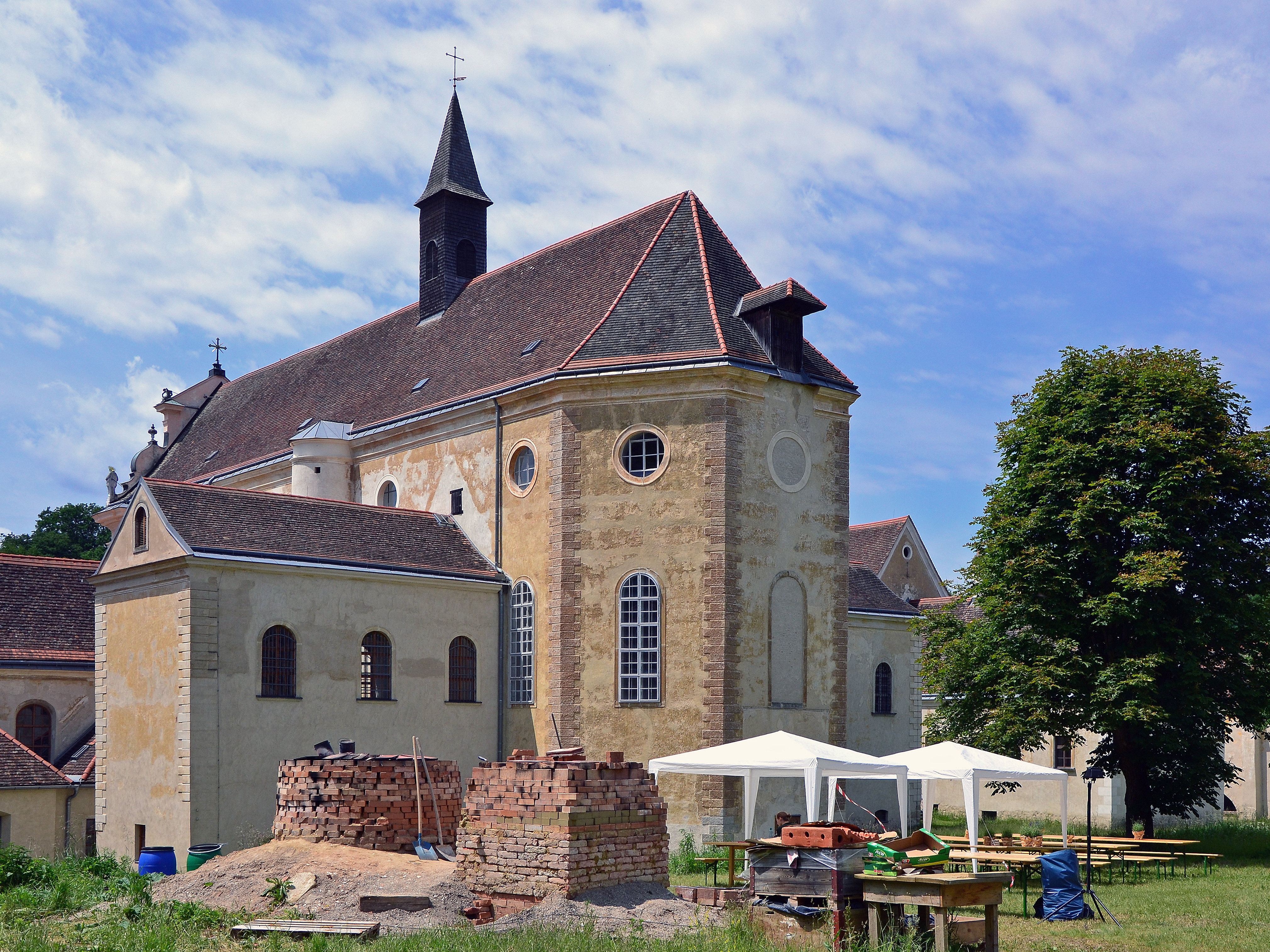
Chorseite der ehemaligen Klosterkirche mit Kapitelsaal
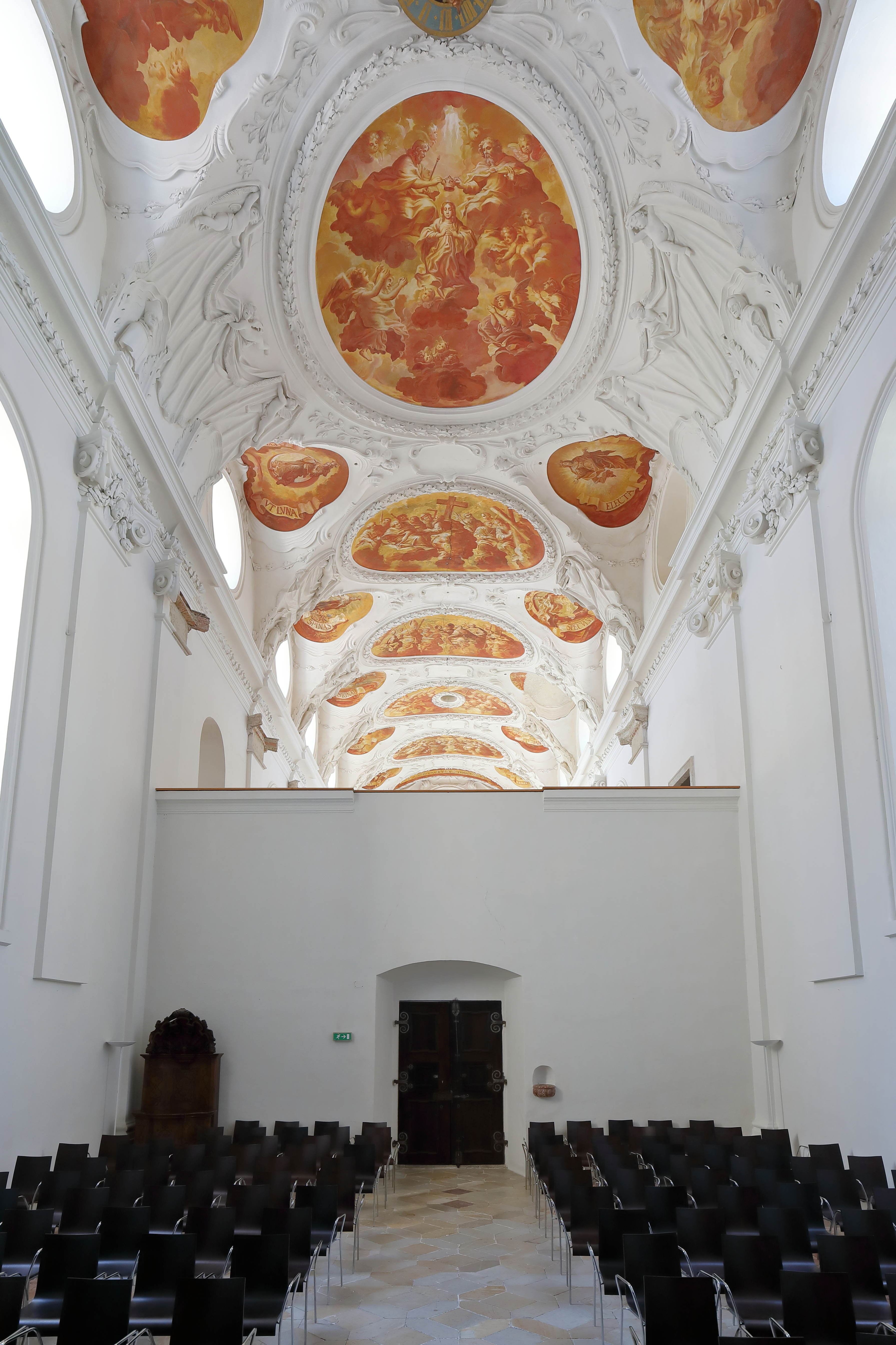
Innenansicht Richtung Laienbrüderchor mit dem Kreuzgang als Lettner
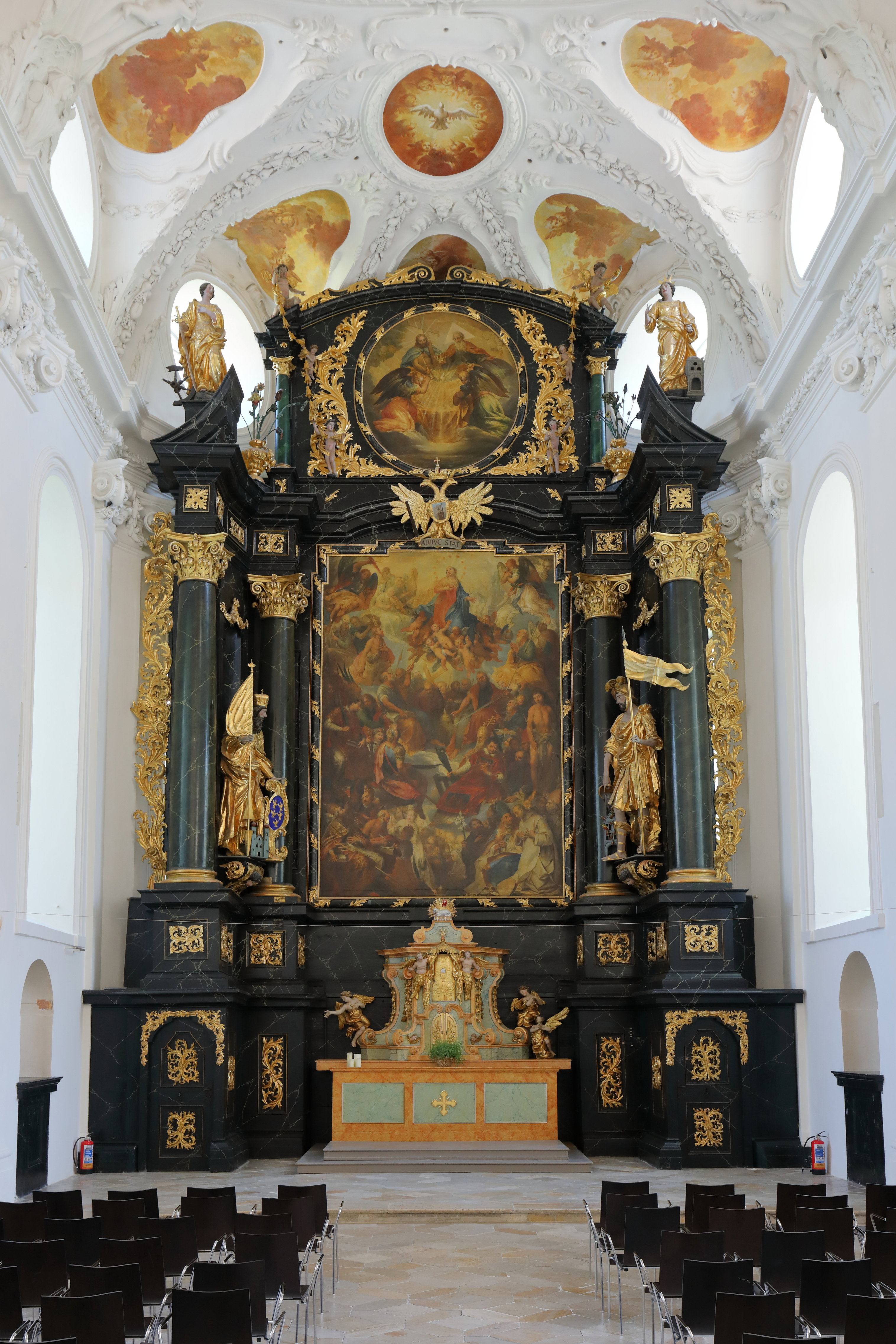
Hochaltar der ehemaligen Klosterkirche

### Prälatenhof
Der Prälatenhof lag in der Klosterzeit außerhalb der Klausur und wurde vom Kaisertrakt, dem Gästetrakt und der Prälatur umschlossen. Der Zugang zu dem zweigeschoßigen Vierflügelbau erfolgt südseitig über das Adlerportal. Ein Rundportal aus dem 17. Jahrhundert, das vermutlich nach Plänen von Matthias Steinl 1720 umgestaltet wurde. Zum Kaisertrakt gehören im weitesten Sinne der große und der kleine Kaisersaal, die Kaiserkapelle und der Kaisergarten. Dieser ist nach historischer Gartenliteratur und Kartausenstich von 1675 bepflanzt. Mittig am Nordtrakt befindet sich das sogenannte Kaiserportal, welches vermutlich ebenfalls nach Plänen von Matthias Steinl 1720 gestaltet wurde. Über dem Portal befindet sich eine Kartusche mit Bandwerkdekor und einem Relief, das den hl. Bruno, den Gründer des Kartäuserordens, vor dem Kreuz zeigt.

## Bau- und Dekorationssteine in der Kartause Mauerbach
Bei dieser Bautätigkeit wurden als Bau- und Dekorsteine verwendet: Flyschsandstein (historische Bezeichnung Wiener Sandstein, Schleifstein) als Bruchstein, Mauerstein, Quader, Gewändesteine von Türen und Fenstern, Fußbodenplatten, Architekturteile, Wasserrinnen. Zogelsdorfer Stein für Bildhauerarbeiten, sowie Fenster- und Türgewände. Leithakalk aus Kaisersteinbruch, Kaiserstein für Fenstersohlbänke, Türgewände und Schwellen, Torgewände, Radabweiser, Säulen im Kaisergarten, das Brunnenbecken im Prälatenhof und Stiegenstufen, vor allem aber hochrangige Portale, wie der äußere Eingang der Porta Prima und Architekturteile des Adlertores und des kleinen Kaiserportales. Kalksandstein aus den Steinbrüchen von Au, Loretto und Stotzing am Leithagebirge für gotische Kreuzrippen, Schlusssteine, Kapitelle am Adlerportal. Solnhofener Kalkstein für Fußbodenplatten im Kreuzgang. Bunte Kalksteine (Marmore) für repräsentative Portale.

## Bildergalerie

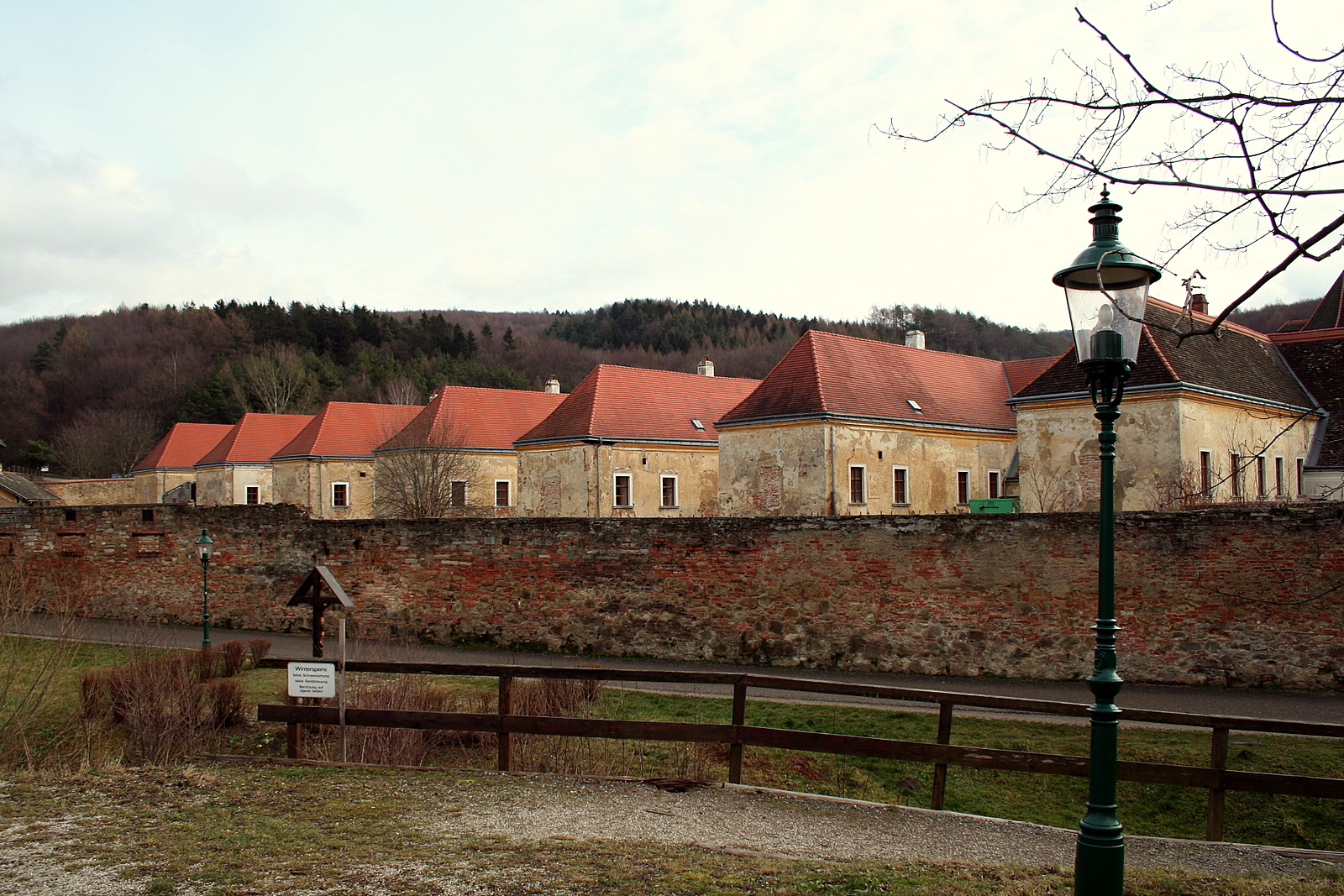
Nördlicher Mönchszellentrakt

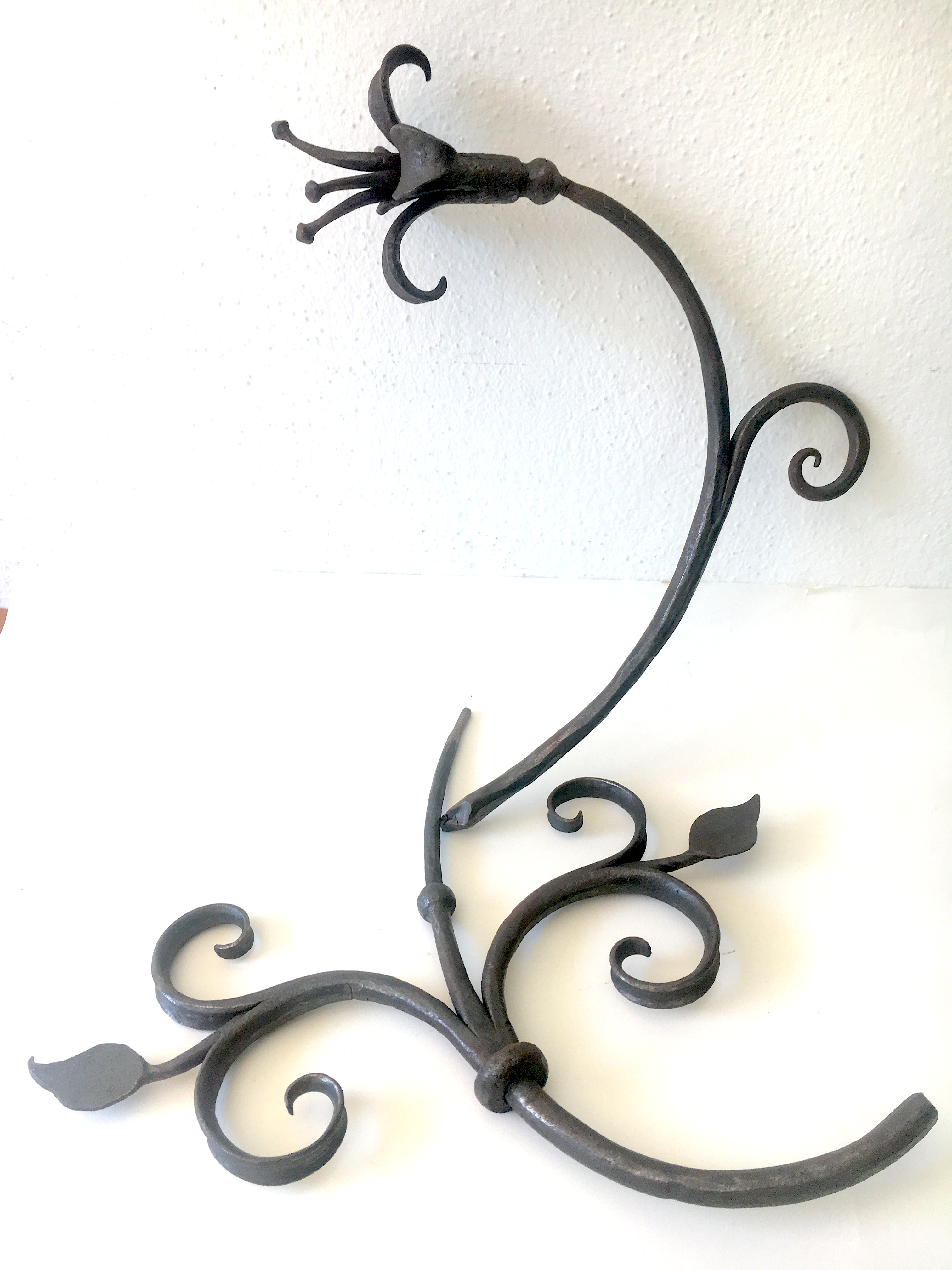
Blume von Mauerbach

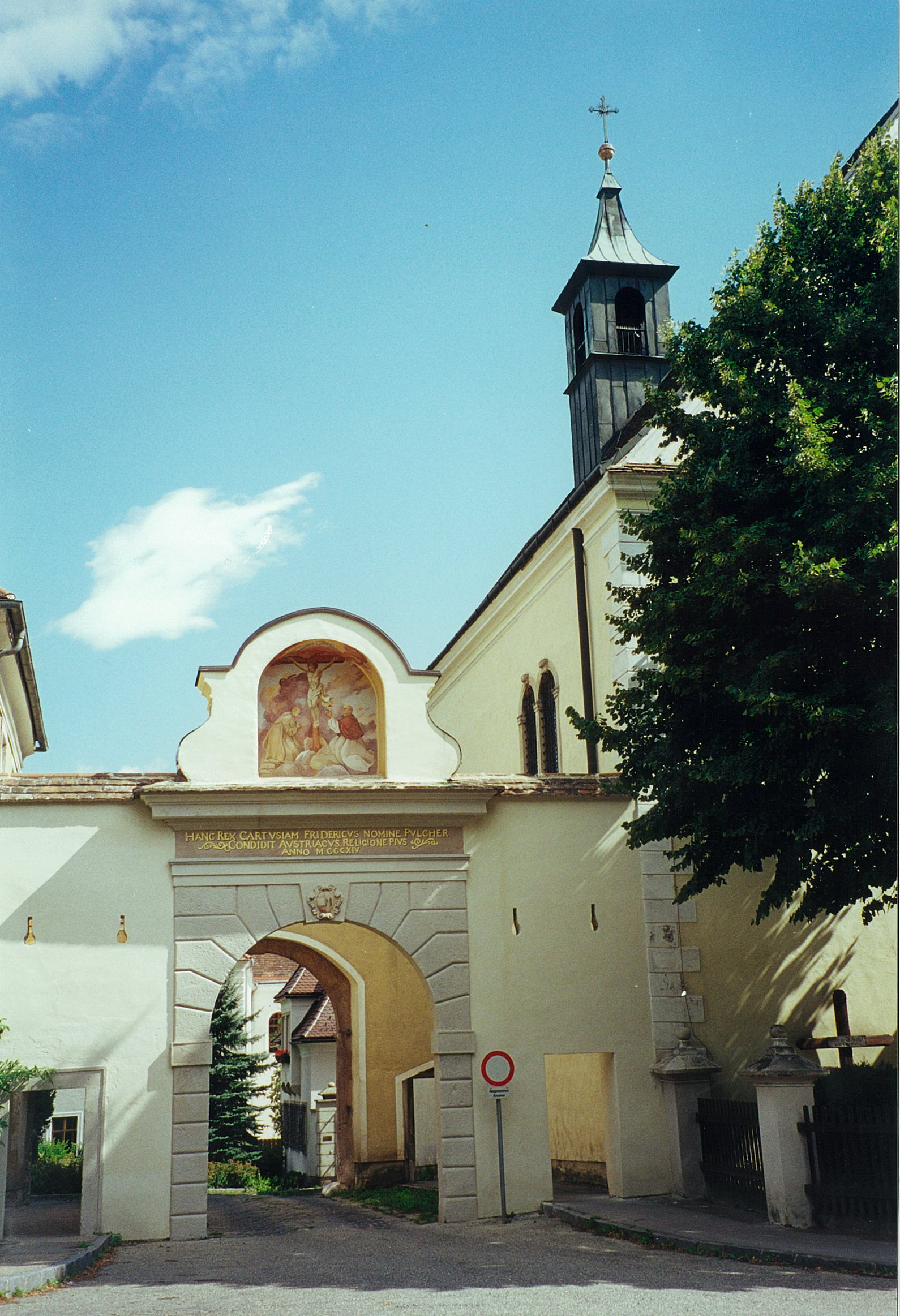
Porta Prima
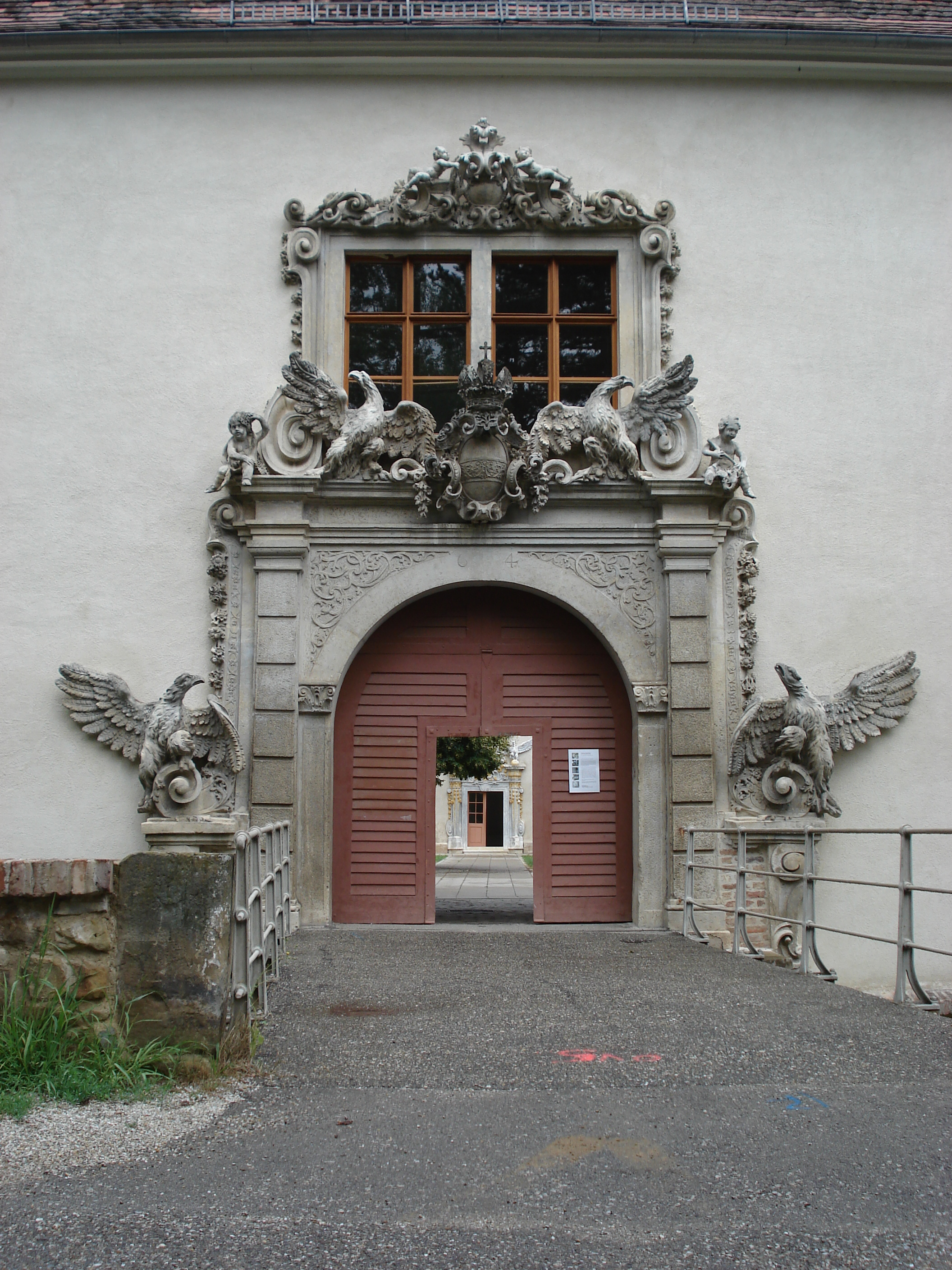
Adlertor
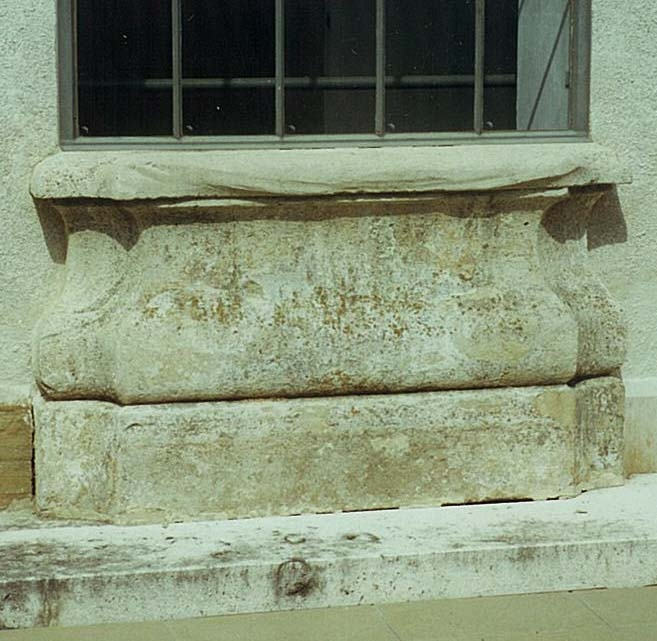
Hofbrunnen
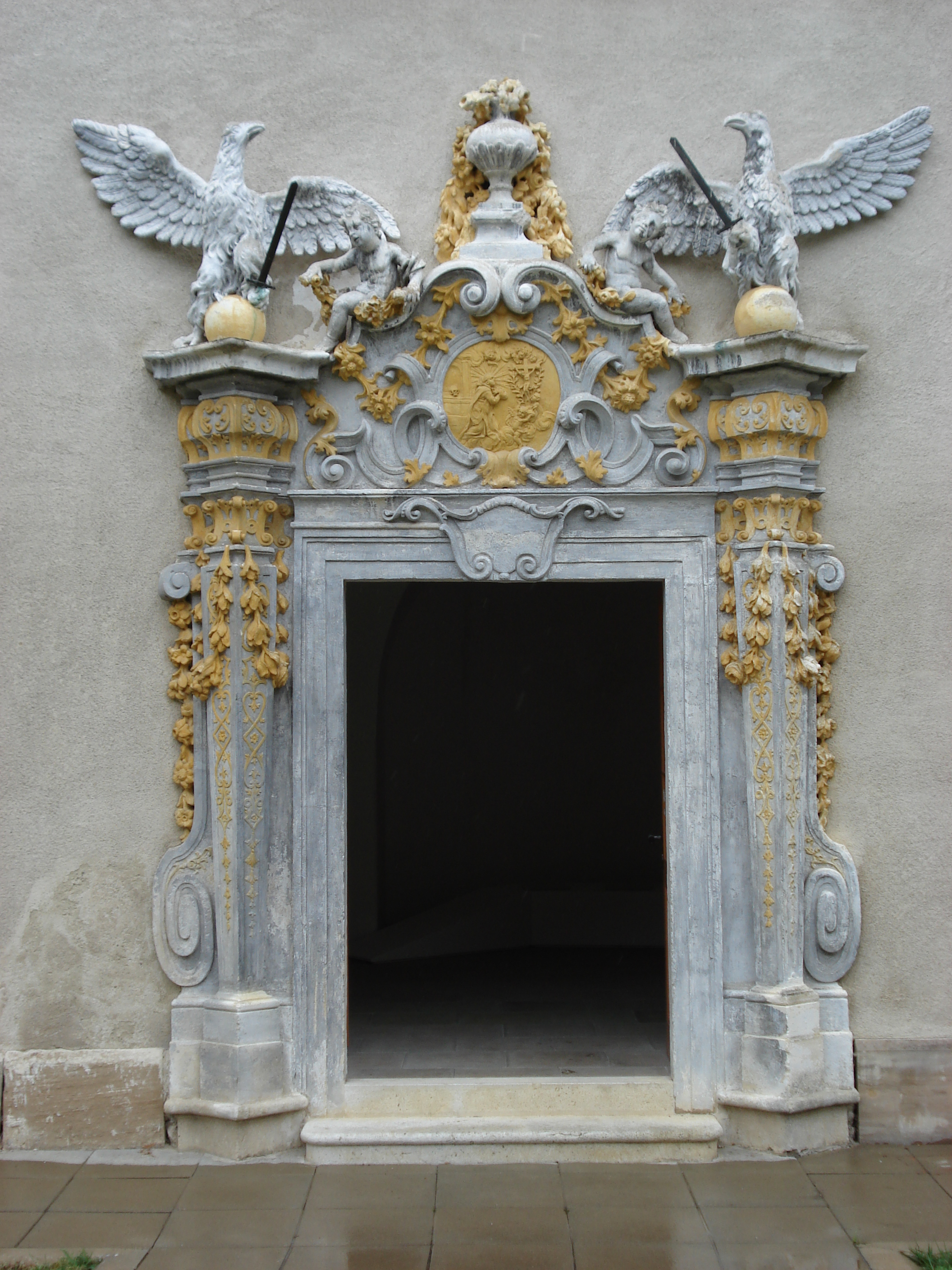
Kleines Kaisertor
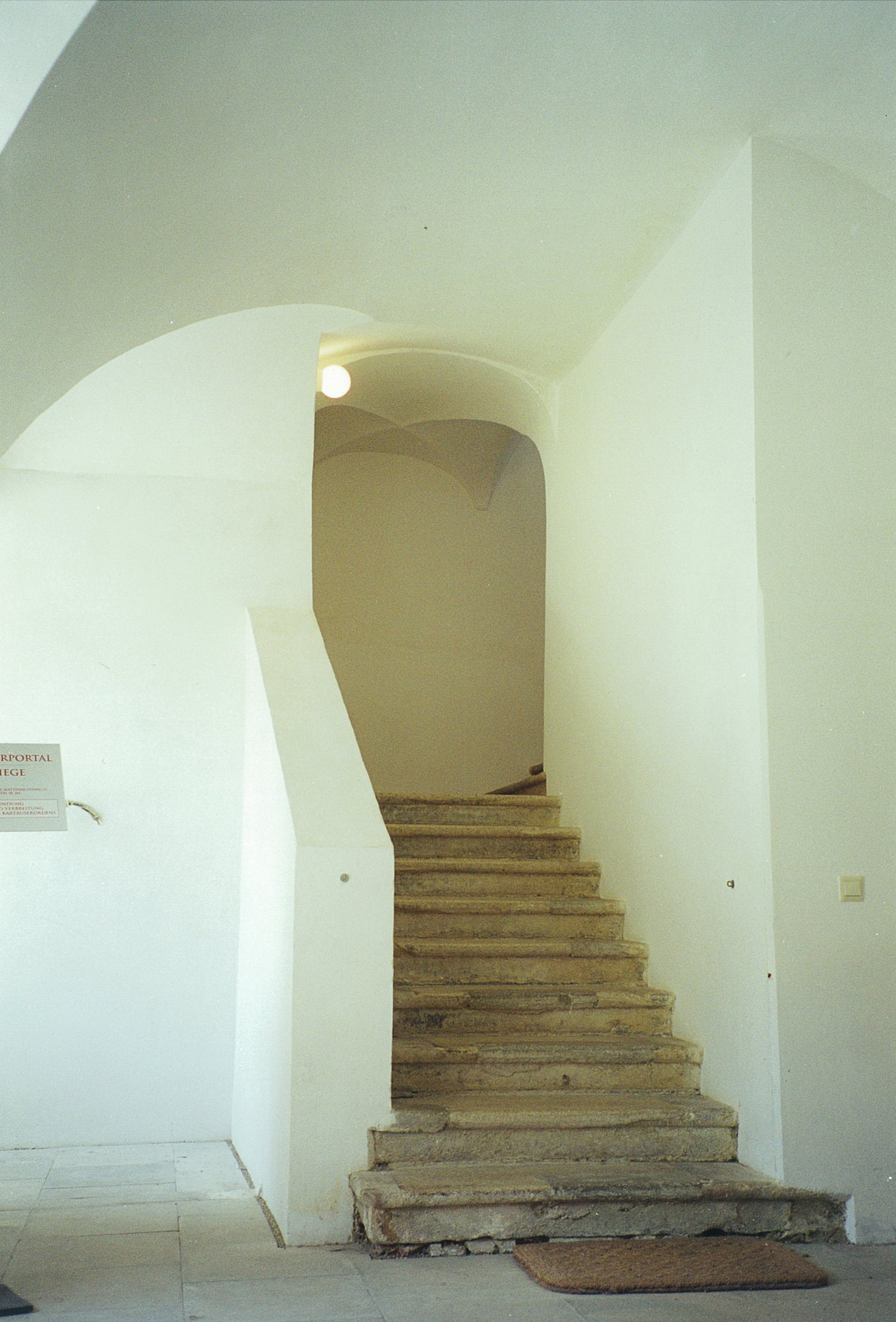
Vorraum
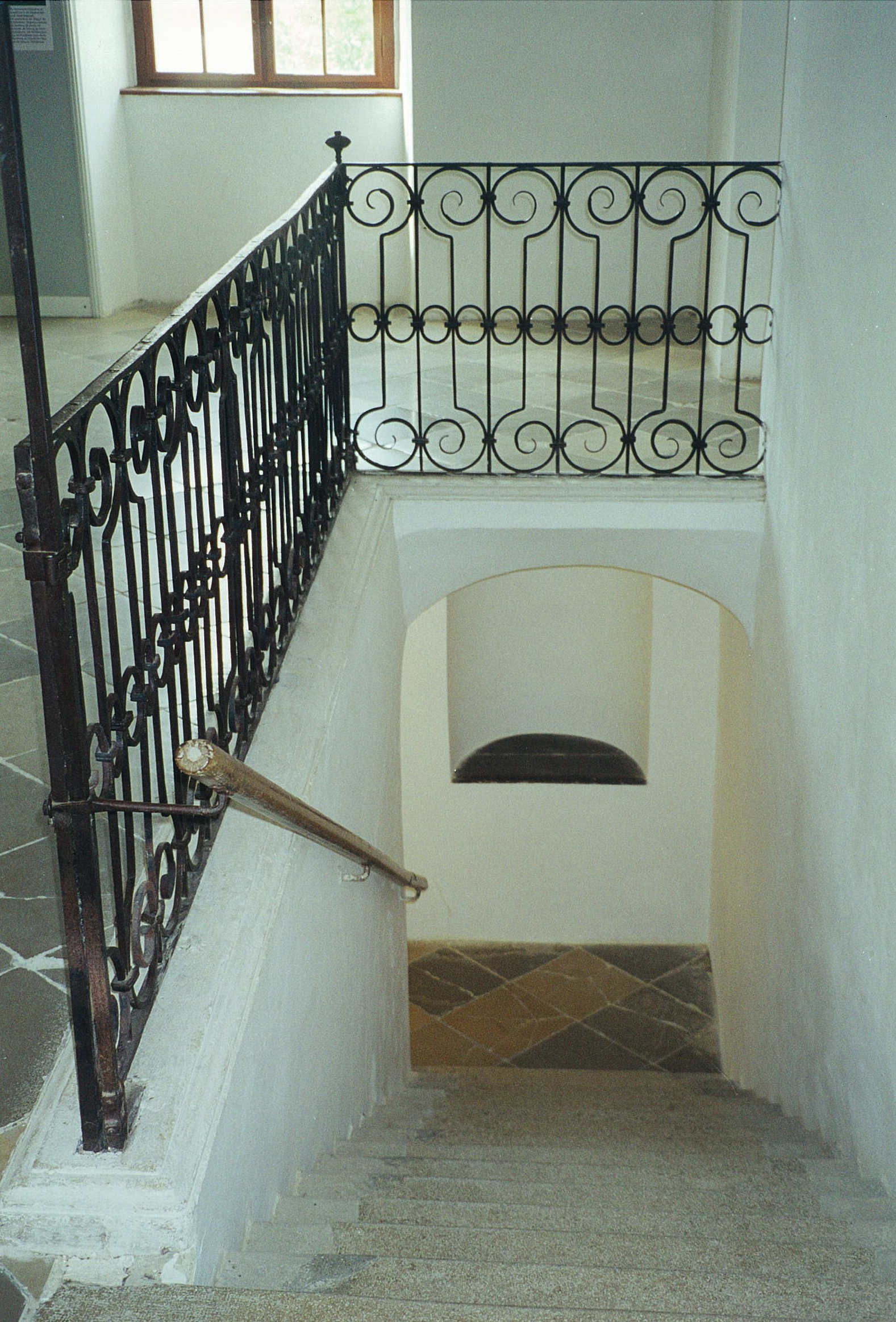
Stiege
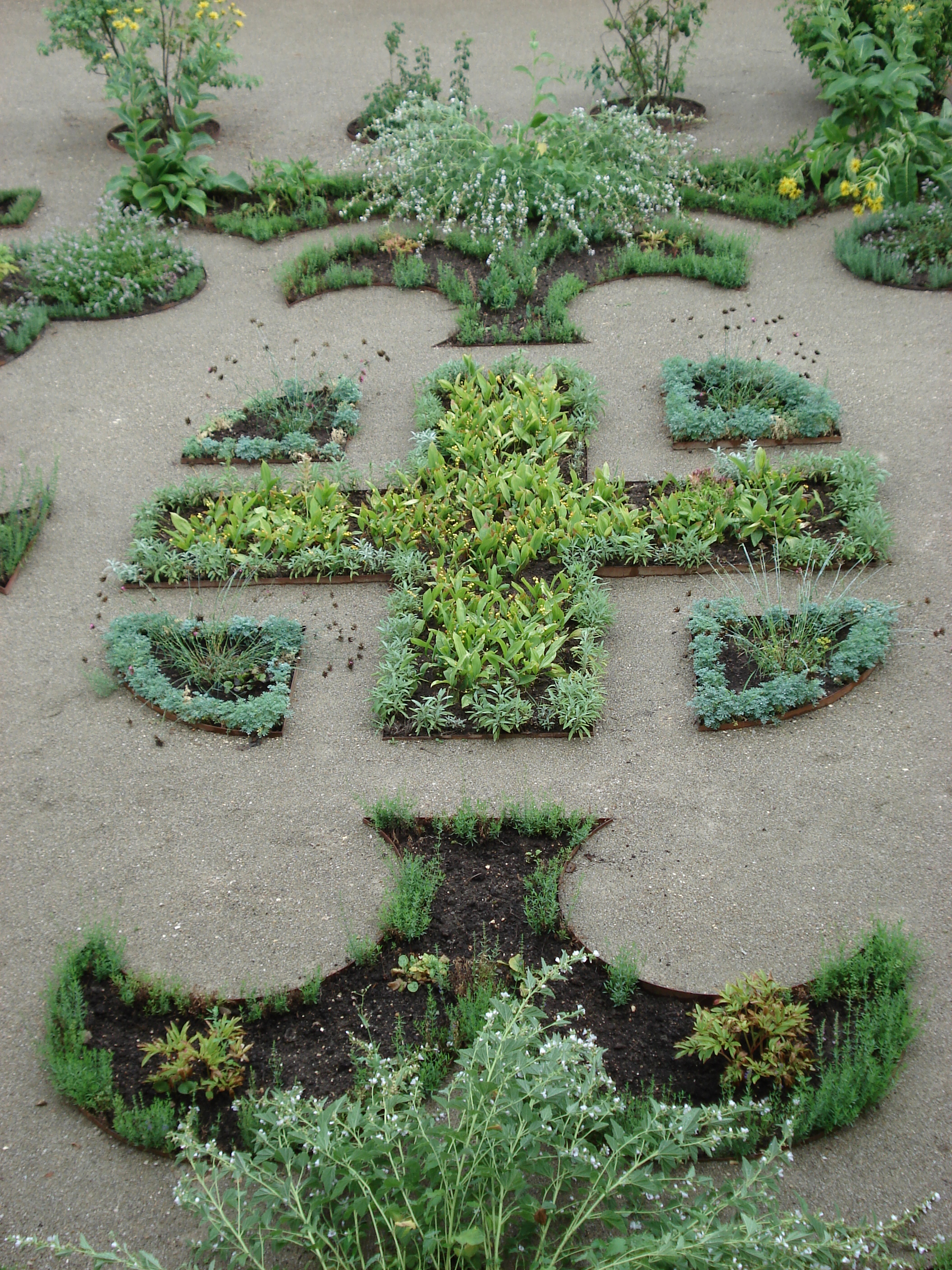
Christus-Garten